# Tour de France 2019 – 18. etap
18. etap kolarskiego wyścigu Tour de France 2019 odbył się 25 lipca na trasie liczącej 208 km. Start etapu miał miejsce w Embrun, a meta w Valloire.

## Klasyfikacja etapu
| \| Klasyfikacja etapu \| Klasyfikacja etapu \| Klasyfikacja etapu \| Klasyfikacja etapu \| Klasyfikacja etapu \| \| Kolarz \| Kolarz \| Państwo \| Drużyna \| Czas \| \| ------------------ \| ------------------ \| ------------------ \| ------------------ \| ------------------ \| \| 1. \| Nairo Quintana \| Kolumbia \| Movistar Team \| 5h 34' 15" \| \| 2. \| Romain Bardet \| Francja \| AG2R La Mondiale \| + 1' 35" \| \| 3. \| Aleksiej Łucenko \| Kazachstan \| Astana \| + 2' 28" \| \| 4. \| Lennard Kämna \| Niemcy \| Team Sunweb \| + 2' 58" \| \| 5. \| Damiano Caruso \| Włochy \| Bahrain-Merida \| + 3' 00" \| \| 6. \| Tiesj Benoot \| Belgia \| Lotto-Soudal \| + 4' 46" \| \| 7. \| Michael Woods \| Kanada \| EF Education First \| + 4' 46" \| \| 8. \| Egan Bernal \| Kolumbia \| Team Ineos \| + 4' 46" \| \| 9. \| Serge Pauwels \| Belgia \| CCC Team \| + 4' 46" \| \| 10. \| Steven Kruijswijk \| Holandia \| Team Jumbo-Visma \| + 5' 18" \| |                   |            |                    |            |
| |                   |            |                    |            |
| Źródło: ProCyclingStats |                   |            |                    |            |
| Klasyfikacja etapu |                   |            |                    |            |
| Kolarz | Kolarz            | Państwo    | Drużyna            | Czas       |
| 1. | Nairo Quintana    | Kolumbia   | Movistar Team      | 5h 34' 15" |
| 2. | Romain Bardet     | Francja    | AG2R La Mondiale   | + 1' 35"   |
| 3. | Aleksiej Łucenko  | Kazachstan | Astana             | + 2' 28"   |
| 4. | Lennard Kämna     | Niemcy     | Team Sunweb        | + 2' 58"   |
| 5. | Damiano Caruso    | Włochy     | Bahrain-Merida     | + 3' 00"   |
| 6. | Tiesj Benoot      | Belgia     | Lotto-Soudal       | + 4' 46"   |
| 7. | Michael Woods     | Kanada     | EF Education First | + 4' 46"   |
| 8. | Egan Bernal       | Kolumbia   | Team Ineos         | + 4' 46"   |
| 9. | Serge Pauwels     | Belgia     | CCC Team           | + 4' 46"   |
| 10. | Steven Kruijswijk | Holandia   | Team Jumbo-Visma   | + 5' 18"   |

## Klasyfikacje po etapie

### Klasyfikacja generalna(Maillot Jaune)
| \| Klasyfikacja generalna \| Klasyfikacja generalna \| Klasyfikacja generalna \| Klasyfikacja generalna \| Klasyfikacja generalna \| \| Kolarz \| Kolarz \| Państwo \| Drużyna \| Czas \| \| ---------------------- \| ---------------------- \| ---------------------- \| ---------------------- \| ---------------------- \| \| 1. \| Julian Alaphilippe \| Francja \| Deceuninck-Quick Step \| 75h 18' 49" \| \| 2. \| Egan Bernal \| Kolumbia \| Team Ineos \| + 1' 30" \| \| 3. \| Geraint Thomas \| Wielka Brytania \| Team Ineos \| + 1' 35" \| \| 4. \| Steven Kruijswijk \| Holandia \| Team Jumbo-Visma \| + 1' 47" \| \| 5. \| Thibaut Pinot \| Francja \| Groupama-FDJ \| + 1' 50" \| \| 6. \| Emanuel Buchmann \| Niemcy \| Bora-Hansgrohe \| + 2' 14" \| \| 7. \| Nairo Quintana \| Kolumbia \| Movistar Team \| + 3' 54" \| \| 8. \| Mikel Landa \| Hiszpania \| Movistar Team \| + 4' 54" \| \| 9. \| Rigoberto Urán \| Kolumbia \| EF Education First \| + 5' 33" \| \| 10. \| Alejandro Valverde \| Hiszpania \| Movistar Team \| + 5' 58" \| |                    |                 |                       |             |
| |                    |                 |                       |             |
| Źródło: ProCyclingStats |                    |                 |                       |             |
| Klasyfikacja generalna |                    |                 |                       |             |
| Kolarz | Kolarz             | Państwo         | Drużyna               | Czas        |
| 1. | Julian Alaphilippe | Francja         | Deceuninck-Quick Step | 75h 18' 49" |
| 2. | Egan Bernal        | Kolumbia        | Team Ineos            | + 1' 30"    |
| 3. | Geraint Thomas     | Wielka Brytania | Team Ineos            | + 1' 35"    |
| 4. | Steven Kruijswijk  | Holandia        | Team Jumbo-Visma      | + 1' 47"    |
| 5. | Thibaut Pinot      | Francja         | Groupama-FDJ          | + 1' 50"    |
| 6. | Emanuel Buchmann   | Niemcy          | Bora-Hansgrohe        | + 2' 14"    |
| 7. | Nairo Quintana     | Kolumbia        | Movistar Team         | + 3' 54"    |
| 8. | Mikel Landa        | Hiszpania       | Movistar Team         | + 4' 54"    |
| 9. | Rigoberto Urán     | Kolumbia        | EF Education First    | + 5' 33"    |
| 10. | Alejandro Valverde | Hiszpania       | Movistar Team         | + 5' 58"    |

### Klasyfikacja punktowa(Maillot Vert)
| Klasyfikacja punktowa | Klasyfikacja punktowa | Klasyfikacja punktowa | Klasyfikacja punktowa | Klasyfikacja punktowa |
| Kolarz                | Kolarz                | Państwo               | Drużyna               | Punkty                |
| --------------------- | --------------------- | --------------------- | --------------------- | --------------------- |
| 1.                    | Peter Sagan           | Słowacja              | Bora-Hansgrohe        | 309 pkt               |
| 2.                    | Elia Viviani          | Włochy                | Deceuninck-Quick Step | 224 pkt               |
| 3.                    | Sonny Colbrelli       | Włochy                | Bahrain-Merida        | 203 pkt               |
| 4.                    | Michael Matthews      | Australia             | Team Sunweb           | 201 pkt               |
| 5.                    | Caleb Ewan            | Australia             | Lotto-Soudal          | 198 pkt               |
| 6.                    | Matteo Trentin        | Włochy                | Mitchelton-Scott      | 180 pkt               |
| 7.                    | Jasper Stuyven        | Belgia                | Trek-Segafredo        | 157 pkt               |
| 8.                    | Greg Van Avermaet     | Belgia                | CCC Team              | 149 pkt               |
| 9.                    | Julian Alaphilippe    | Francja               | Deceuninck-Quick Step | 119 pkt               |
| 10.                   | Dylan Groenewegen     | Holandia              | Team Jumbo-Visma      | 116 pkt               |

### Klasyfikacja górska(Maillot à Pois Rouges)
| Klasyfikacja górska | Klasyfikacja górska | Klasyfikacja górska | Klasyfikacja górska   | Klasyfikacja górska |
| Kolarz              | Kolarz              | Państwo             | Drużyna               | Punkty              |
| ------------------- | ------------------- | ------------------- | --------------------- | ------------------- |
| 1.                  | Romain Bardet       | Francja             | AG2R La Mondiale      | 86 pkt              |
| 2.                  | Tim Wellens         | Belgia              | Lotto-Soudal          | 74 pkt              |
| 3.                  | Damiano Caruso      | Włochy              | Bahrain-Merida        | 60 pkt              |
| 4.                  | Nairo Quintana      | Kolumbia            | Movistar Team         | 58 pkt              |
| 5.                  | Thibaut Pinot       | Francja             | Groupama-FDJ          | 50 pkt              |
| 6.                  | Aleksiej Łucenko    | Kazachstan          | Astana                | 45 pkt              |
| 7.                  | Thomas De Gendt     | Belgia              | Lotto-Soudal          | 38 pkt              |
| 8.                  | Julian Alaphilippe  | Francja             | Deceuninck-Quick Step | 33 pkt              |
| 9.                  | Michael Woods       | Kanada              | EF Education First    | 31 pkt              |
| 10.                 | Giulio Ciccone      | Włochy              | Trek-Segafredo        | 30 pkt              |

### Klasyfikacja młodzieżowa(Maillot Blanc)
| Klasyfikacja młodzieżowa | Klasyfikacja młodzieżowa | Klasyfikacja młodzieżowa | Klasyfikacja młodzieżowa | Klasyfikacja młodzieżowa |
| Kolarz                   | Kolarz                   | Państwo                  | Drużyna                  | Czas                     |
| ------------------------ | ------------------------ | ------------------------ | ------------------------ | ------------------------ |
| 1.                       | Egan Bernal              | Kolumbia                 | Team Ineos               | 75h 20' 19"              |
| 2.                       | David Gaudu              | Francja                  | Groupama-FDJ             | + 17' 07"                |
| 3.                       | Enric Mas                | Hiszpania                | Deceuninck-Quick Step    | + 48' 11"                |
| 4.                       | Laurens De Plus          | Belgia                   | Team Jumbo-Visma         | + 56' 56"                |
| 5.                       | Gregor Mühlberger        | Austria                  | Bora-Hansgrohe           | + 1h 02' 20"             |
| 6.                       | Giulio Ciccone           | Włochy                   | Trek-Segafredo           | + 1h 09' 18"             |
| 7.                       | Lennard Kämna            | Niemcy                   | Team Sunweb              | + 1h 22' 22"             |
| 8.                       | Tiesj Benoot             | Belgia                   | Lotto-Soudal             | + 1h 28' 09"             |
| 9.                       | Nils Politt              | Niemcy                   | Katusha-Alpecin          | + 1h 42' 00"             |
| 10.                      | Gianni Moscon            | Włochy                   | Team Ineos               | + 2h 00' 42"             |

### Klasyfikacja drużynowa(Classement par Équipe)
| Klasyfikacja drużynowa | Klasyfikacja drużynowa | Klasyfikacja drużynowa       | Klasyfikacja drużynowa |
| Drużyna                | Drużyna                | Państwo                      | Czas                   |
| ---------------------- | ---------------------- | ---------------------------- | ---------------------- |
| 1.                     | Movistar Team          | Hiszpania                    | 226h 02' 13"           |
| 2.                     | Trek-Segafredo         | Stany Zjednoczone            | + 20' 38"              |
| 3.                     | EF Education First     | Stany Zjednoczone            | + 59' 11"              |
| 4.                     | Ineos                  | Wielka Brytania              | + 1h 00' 27"           |
| 5.                     | Groupama-FDJ           | Francja                      | + 1h 05' 31"           |
| 6.                     | Bora-hansgrohe         | Niemcy                       | + 1h 11' 08"           |
| 7.                     | Team Jumbo-Visma       | Holandia                     | + 1h 24' 25"           |
| 8.                     | UAE Team Emirates      | Zjednoczone Emiraty Arabskie | + 1h 27' 48"           |
| 9.                     | AG2R La Mondiale       | Francja                      | + 1h 35' 32"           |
| 10.                    | Mitchelton-Scott       | Australia                    | + 1h 58' 56"           |